# Eschelberg
Eschelberg ist eine Ortschaft der Gemeinde St. Gotthard im Mühlkreis im Oberen Mühlviertel im Bezirk Urfahr-Umgebung in Oberösterreich mit 214 Einwohnern (Stand: 1. Jänner 2024).

## Geschichte

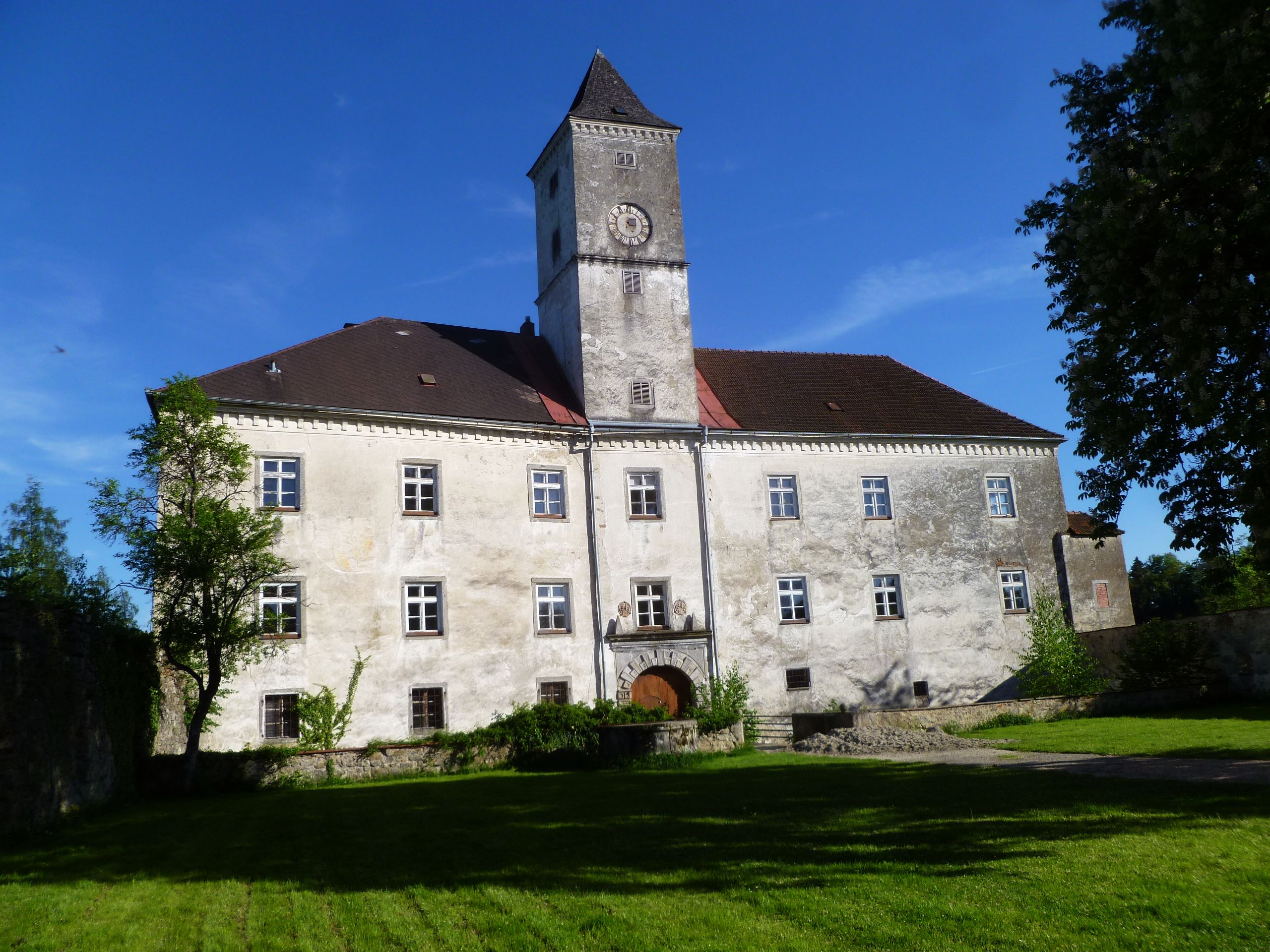
Schloss Eschelberg

Historisches Zentrum der Ortschaft ist das 1205 erstmals erwähnte, gegen Ende des 16. Jahrhunderts im Stil der Renaissance umgebaute Schloss Eschelberg, das sich seit 1674 im Besitz der Familie Starhemberg befindet. Der Wirkungsbereich des dort zeitweise ansässigen Bezirksgerichts Eschelberg ging weit über die heutigen Gemeindegrenzen hinaus.
In der zweiten Hälfte des 20. Jahrhunderts war Eschelberg ein überregional bekanntes und insbesondere für Linzer bedeutendes Wochenendausflugsziel. Neben der Nähe zu Linz ist dies auf den bis 2015 dort betriebenen Gasthof Reingruber (vormals Baumgartner) zurückzuführen, der zu einem Anziehungspunkt der Prominenz der Landeshauptstadt wurde. Einige Honoratioren – manche davon mit nahegelegenem Zweitwohnsitz – blieben Ort und Gasthof auch Anfang des 21. Jahrhunderts treu, darunter etwa die Linzer Großunternehmer Heinz Schachermayer und Friedrich Laska, der frühere Präsident des Obersten Gerichtshofs Leopold Wurzinger sowie der für die Transfusionsmedizin in Oberösterreich prägende Arzt und Universitätsprofessor Hans Bergmann.

## Berühmte Einwohner
- Ludwig Hann (1827–1867), Rechtsanwalt und Politiker, Mitglied des Abgeordnetenhauses 1861–1865[4]
- Leopold Wurzinger (1921–2011), Richter und Präsident des Obersten Gerichtshofs